# Eulecanium kostylevi
Eulecanium kostylevi är en insektsart som beskrevs av Borchsenius 1955. Eulecanium kostylevi ingår i släktet Eulecanium och familjen skålsköldlöss. Inga underarter finns listade i Catalogue of Life.